# Dagstorps församling
Dagstorps församling var en församling i Rönnebergs kontrakt i Lunds stift. Församlingen låg i Kävlinge kommun i Skåne län. 2016 uppgick församlingen i Västra Karaby och Dagstorps församling.

## Administrativ historik
Församlingen har medeltida ursprung. 
Församlingen var till 1 maj 1929 annexförsamling i pastoratet Norrvidinge och Dagstorp för att därefter till 1962 vara annexförsamling i pastoratet Södervidinge, Annelöv, Norrvidinge och Dagstorp. Från 1962 till 10 mars 1977 annexförsamling i pastoratet Västra Karaby, Saxtorp, Annelöv och Dagstorp. Från 10 mars 1977 till 1992 annexförsamling i pastoratet Saxtorp, Annelöv, Västra Karaby och Dagstorp för att därefter till 2016 vara annexförsamling i pastoratet Västra Karaby, Dagstorp och Hofterup.. 2016 uppgick församlingen i Västra Karaby och Dagstorps församling.

## Kyrkor
- Dagstorps kyrka